# Geron krymensis
Geron krymensis är en tvåvingeart som beskrevs av Paramonov 1929. Geron krymensis ingår i släktet Geron och familjen svävflugor. Inga underarter finns listade i Catalogue of Life.